# Fan Zhiyi
Fan Zhiyi (en chino tradicional, 范志毅; en chino simplificado, 范志毅; pinyin, Fàn Zhìyì; Shanghái, 6 de noviembre de 1969) es un exfutbolista y actual entrenador chino que jugaba de defensa y militó en diversos clubes de China, Inglaterra, Escocia, Gales y Hong Kong.

## Selección nacional
Con la selección de fútbol de China, disputó 106 partidos internacionales y anotó 17 goles. Participó en la Copa Mundial de Fútbol de 2002, donde su selección quedó eliminada en fase de grupos.

### Participaciones en Copas del Mundo
| Mundial                        | Sede                  | Resultado    |
| ------------------------------ | --------------------- | ------------ |
| Copa Mundial de Fútbol de 2002 | Corea del Sur y Japón | Primera Fase |

### Goles internacionales
| #  | Fecha                    | Lugar                                                          | Oponente      | Gol | Resultado | Competition                                |
| -- | ------------------------ | -------------------------------------------------------------- | ------------- | --- | --------- | ------------------------------------------ |
| 1  | 4 de febrero de 1996     | Estadio Hong Kong, Hong Kong                                   | Hong Kong     | 1-0 | 2–0       | Clasificación para la Copa Asiática 1996   |
| 2  | 21 de febrero de 1997    | Estadio Merdeka, Kuala Lumpur, Malasia                         | Singapur      | 1-0 | 3–1       | Copa Dunhill de Malasia 1997               |
| 3  | 28 de febrero de 1997    | Estadio Merdeka, Kuala Lumpur, Malasia                         | Zimbabue      | 1-0 | 3–1       | Copa Dunhill de Malasia 1997               |
| 4  | 28 de febrero de 1997    | Estadio Merdeka, Kuala Lumpur, Malasia                         | Zimbabue      | 3-0 | 3–1       | Copa Dunhill de Malasia 1997               |
| 5  | 25 de mayo de 1997       | Estadio Thống Nhất, Ciudad Ho Chi Minh, Vietnam                | Vietnam       | 2-0 | 3–1       | Clasificación para la Copa Mundial de 1998 |
| 6  | 22 de junio de 1997      | Estadio de los Trabajadores, Pekín, China                      | Vietnam       | 1-0 | 4–0       | Clasificación para la Copa Mundial de 1998 |
| 7  | 2 de septiembre de 1997  | Estadio Jinzhou, Dalian, China                                 | Kazajistán    | 1-0 | 3-0       | Amistoso                                   |
| 8  | 13 de septiembre de 1997 | Estadio Jinzhou, Dalian, China                                 | Irán          | 1-0 | 2–4       | Clasificación para la Copa Mundial de 1998 |
| 9  | 31 de octubre de 1997    | Estadio Jinzhou, Dalian, China                                 | Catar         | 2-3 | 2–3       | Clasificación para la Copa Mundial de 1998 |
| 10 | 30 de noviembre de 1998  | Estadio de la Provincia de Surat Thani, Surat Thani, Tailandia | Líbano        | 1-0 | 4–1       | Juegs Asiáticos de 1998                    |
| 11 | 14 de diciembre de 1998  | Estadio Suphachalasai, Bangkok, Tailandia                      | Turkmenistán  | 2-0 | 3–0       | Juegs Asiáticos de 1998                    |
| 12 | 19 de diciembre de 1998  | Estadio Tinsulanon, Bangkok, Tailandia                         | Tailandia     | 1-0 | 3–0       | Juegs Asiáticos de 1998                    |
| 13 | 13 de octubre de 2000    | Estadio Rashid Karami, Trípoli, Líbano                         | Corea del Sur | 2-2 | 2–2       | Copa Asiática 2000                         |
| 14 | 22 de abril de 2001      | Estadio Provincial de Shaanxi, Xi'an, China                    | Maldivas      | 6-0 | 10–1      | Clasificación para la Copa Mundial de 2002 |
| 15 | 22 de abril de 2001      | Estadio Provincial de Shaanxi, Xi'an, China                    | Maldivas      | 9-1 | 10–1      | Clasificación para la Copa Mundial de 2002 |
| 16 | 31 de agosto de 2001     | Complejo Deportivo del Sultán Qaboos, Mascate, Omán            | Omán          | 2-0 | 2–0       | Clasificación para la Copa Mundial de 2002 |
| 17 | 15 de septiembre de 2001 | Estadio Wulihe, Shenyang, China                                | Uzbekistán    | 2-0 | 2–0       | Clasificación para la Copa Mundial de 2002 |

## Clubes
| Club              | País       | Año       |
| ----------------- | ---------- | --------- |
| Shanghai Shenhua  | China      | 1992-1998 |
| Crystal Palace    | Inglaterra | 1998-2001 |
| Dundee            | Escocia    | 2001-2002 |
| Beijing Renhe     | China      | 2002      |
| Cardiff City      | Gales      | 2002-2003 |
| Hong Kong Rangers | Hong Kong  | 2003-2004 |
| Shanghai United   | China      | 2004-2005 |
| Hong Kong Rangers | Hong Kong  | 2005-2006 |

## Palmarés

### China B
- Liga Jia-A: 1989

### Shanghai Shenhua
- Liga Jia-A: 1995
- Copa FA de China: 1998